# 작은 교향곡 1번 (미요)
《작은(또는 실내) 교향곡 1번 '봄'  작품번호 43》은 다리우스 미요가 1917년에 리우데자네이루에서 작곡한 교향곡으로, 다음 해인 1918년에 같은 곳에서 초연되었다. 유니버셜 출판사에서 1922년에 출판했다.

## 개요
6개의 작은 교향곡 모음 중 첫 번째 작품으로, 미요의 '교향곡 1번'과는 다른 작품이다. '교향곡'이라는 이름이 붙었지만 연주시간은 약 4분밖에 안 된다.

## 악기 편성
피콜로, 플루트, 오보에, 클라리넷(내림 나), 하프, 바이올린2, 비올라, 첼로

## 악장 구성
총 3악장으로 되어 있다.
- 1악장: 활기 있게(Allant)
- 2악장: 노래하듯이(Chantant)
- 3악장: 발랄하게(Et vif!)